# Nagy álkérészek
A nagy álkérészek (Perlidae) a rovarok (Insectia) osztályának és az álkérészek (Plecoptera) rendjének egyik családja. A családba körülbelül 400 faj tartozik.

## Elterjedésük
Ausztrália kivételével világszerte elterjedtek. Folyóvizek növényei között élnek. Más álkérészektől eltérően, e család fajai jól alkalmazkodtak a melegebb élőhelyekhez is.

## Megjelenésük
Általában sárga vagy barna színű rovarok. Lárvakori tracheakopoltyúik maradványai a toron, a lábak ízesülésének közelében találhatók.

Testük 1-4,8 cm hosszú, de a fajok többsége nem nagyobb 2,5 cm-nél.
A lárvák torukon és kopoltyúikon elágazó tracheakopoltyút viselnek.

## Életmódjuk
A nőstények ragadós petecsomóikat a vízbe rakják. Lárváik több évig fejlődnek, némely élőhelyek jelentős ragadozói.

## Rendszerezésük
A család 2 alcsaládra osztható, melyekben nemzetségek és nemek találhatók. A nemek közül négy, nincs besorolva egyik alcsaládhoz és nemzetséghez sem.
Nagy álkérészek (Perlidae)
- Alcsalád:Acroneuriinae
  - Nemzetség:Acroneuriini
    - Nem:Acroneuria (Pictet, 1841)
    - Nem:Attaneuria (Ricker, 1954)
    - Nem:Beloneuria (Needham & Claassen, 1925)
    - Nem:Calineuria (Ricker, 1954)
    - Nem:Doroneuria (Needham & Claassen, 1925)
    - Nem:Eccoptura (Klapálek, 1921)
    - Nem:Hansonoperla (Nelson, 1979)
    - Nem:Hesperoperla (Banks, 1938)
    - Nem:Perlesta (Banks, 1906)
    - Nem:Perlinella (Banks, 1900)

  - Nemzetség:Anacroneuriini
    - Nem:Anacroneuria (Klapálek, 1909)
- Alcsalád:Perlinae
  - Nemzetség:Neoperlini
    - Nem:Neoperla (Needham, 1905

  - Nemzetség:Perlini
    - Nem:Agnetina (Klapálek, 1907)
    - Nem:Claassenia (Wu, 1934)
    - Nem:Paragnetina (Klapálek, 1907)

Be nem sorolt nemek:
- Chloroperla (Newman, 1836)
- Dinocras (Klapálek, 1909)
- Perla (Geoffroy, 1764)
- Togoperla (Klapálek, 1907)